# Europarlamentari del Regno Unito della IX legislatura
Gli europarlamentari del Regno Unito della IX legislatura, eletti in occasione delle elezioni europee del 2019 e rimasti in carica fino al 31 gennaio 2020 per effetto dell'uscita del Regno Unito dall'Unione europea, sono stati i seguenti.

## Composizione storica
| Europarlamentare                     | Lista                                       | Gruppo    |
| ------------------------------------ | ------------------------------------------- | --------- |
| Scott Ainslie                        | Partito Verde di Inghilterra e Galles       | Verdi/ALE |
| Christian Allard                     | Partito Nazionale Scozzese                  | Verdi/ALE |
| Martina Anderson                     | Sinn Féin                                   | GUE/NGL   |
| Catherine Bearder                    | Liberal Democratici                         | RE        |
| Phil Bennion                         | Liberal Democratici                         | RE        |
| Jane Brophy                          | Liberal Democratici                         | RE        |
| David Bull                           | Brexit Party                                | NI        |
| Jonathan Bullock                     | Brexit Party                                | NI        |
| Judith Bunting                       | Liberal Democratici                         | RE        |
| Ellie Chowns                         | Partito Verde di Inghilterra e Galles       | Verdi/ALE |
| Richard Corbett                      | Partito Laburista                           | S&D       |
| Seb Dance                            | Partito Laburista                           | S&D       |
| Martin Edward Daubney                | Brexit Party                                | NI        |
| Chris Davies                         | Liberal Democratici                         | RE        |
| Belinda de Lucy                      | Brexit Party                                | NI        |
| Dinesh Dhamija                       | Liberal Democratici                         | RE        |
| Diane Dodds                          | Partito Unionista Democratico               | NI        |
| Gina Dowding                         | Partito Verde di Inghilterra e Galles       | Verdi/ALE |
| Andrew England Kerr                  | Brexit Party                                | NI        |
| Jill Evans                           | Plaid Cymru                                 | Verdi/ALE |
| Nigel Farage                         | Brexit Party                                | NI        |
| Lance Forman                         | Brexit Party                                | NI        |
| Claire Fox                           | Brexit Party                                | NI        |
| Barbara Ann Gibson                   | Liberal Democratici                         | RE        |
| Nathan Gill                          | Brexit Party                                | NI        |
| Neena Gill                           | Partito Laburista                           | S&D       |
| James Alexander Glancy               | Brexit Party                                | NI        |
| Theresa Griffin                      | Partito Laburista                           | S&D       |
| Ben Habib                            | Brexit Party                                | NI        |
| Daniel Hannan                        | Partito Conservatore                        | ECR       |
| Lucy Elizabeth Harris                | Brexit Party                                | NI        |
| Michael Heaver                       | Brexit Party                                | NI        |
| Antony Hook                          | Liberal Democratici                         | RE        |
| Martin Horwood                       | Liberal Democratici                         | RE        |
| John Howarth                         | Partito Laburista                           | S&D       |
| Jackie Jones                         | Partito Laburista                           | S&D       |
| Christina Sheila Jordan              | Brexit Party                                | NI        |
| Jude Kirton-Darling                  | Partito Laburista                           | S&D       |
| Naomi Long                           | Partito dell'Alleanza dell'Irlanda del Nord | RE        |
| John Longworth                       | Brexit Party                                | NI        |
| Rupert Lowe                          | Brexit Party                                | NI        |
| Anthea Mcintyre                      | Partito Conservatore                        | ECR       |
| Aileen McLeod                        | Partito Nazionale Scozzese                  | Verdi/ALE |
| Magid Magid                          | Partito Verde di Inghilterra e Galles       | Verdi/ALE |
| Baroness Nosheena Mobarik            | Partito Conservatore                        | ECR       |
| Shaffaq Mohammed                     | Liberal Democratici                         | RE        |
| Brian Monteith                       | Brexit Party                                | NI        |
| Claude Moraes                        | Partito Laburista                           | S&D       |
| June Alison Mummery                  | Brexit Party                                | NI        |
| Lucy Nethsingha                      | Liberal Democratici                         | RE        |
| Bill Newton Dunn                     | Liberal Democratici                         | RE        |
| Henrik Overgaard Nielsen             | Brexit Party                                | NI        |
| Rory Palmer                          | Partito Laburista                           | S&D       |
| Matthew Patten                       | Brexit Party                                | NI        |
| Alexandra Lesley Phillips            | Brexit Party                                | NI        |
| Alexandra Louise Rosenfield Phillips | Partito Verde di Inghilterra e Galles       | Verdi/ALE |
| Luisa Porritt                        | Liberal Democratici                         | RE        |
| Jake Pugh                            | Brexit Party                                | NI        |
| Annunziata Mary Rees-Mogg            | Brexit Party                                | NI        |
| Sheila Ritchie                       | Liberal Democratici                         | RE        |
| Catherine Rowett                     | Partito Verde di Inghilterra e Galles       | Verdi/ALE |
| Robert Rowland                       | Brexit Party                                | NI        |
| Molly Scott Cato                     | Partito Verde di Inghilterra e Galles       | Verdi/ALE |
| Alyn Smith                           | Partito Nazionale Scozzese                  | Verdi/ALE |
| Louis Stedman-Bryce                  | Brexit Party                                | NI        |
| John David Edward Tennant            | Brexit Party                                | NI        |
| Richard Tice                         | Brexit Party                                | NI        |
| Geoffrey Van Orden                   | Partito Conservatore                        | ECR       |
| Caroline Voaden                      | Liberal Democratici                         | RE        |
| Irina von Wiese                      | Liberal Democratici                         | RE        |
| Julie Ward                           | Partito Laburista                           | S&D       |
| James Wells                          | Brexit Party                                | NI        |
| Ann Widdecombe                       | Brexit Party                                | NI        |

## Modifiche intervenute

### Partito Nazionale Scozzese
- In data 27.01.2020 a Alyn Smith subentra Heather Anderson.

### Modifiche nella composizione dei gruppi
- In data 10.01.2020 Lucy Elizabeth Harris, John Longworth e Annunziata Mary Rees-Mogg, appartenenti al gruppo dei Non iscritti, aderiscono al gruppo ECR.
- In data 15.01.2020 Lance Forman, appartenente al gruppo dei Non iscritti, aderisce al gruppo ECR.